# Saint-Trinit
Saint-Trinit è un comune francese di 128 abitanti situato nel dipartimento di Vaucluse della regione Provenza-Alpi-Costa Azzurra. È uno dei comuni che occupano il Plateau d'Albion, altopiano carsico sito presso il Mont Ventoux.

## Società

### Evoluzione demografica
Abitanti censiti